# 명탐정 코난 에피소드 “원” 작아진 명탐정
《명탐정 코난: 에피소드 원 작아진 명탐정》(名探偵コナン エピソード“ONE” 小さくなった名探偵)는 2016년 12월 9일에 《금요 로드 쇼!》에서 방송된 텔레비전 애니메이션 《명탐정 코난》의 스페셜 프로그램이다. 대한민국에서는 2017년 2월 8일에 극장판으로 개봉되었다.
캐치프레이즈는 "그 날, 그 곳에선 대체 무슨 일이!?"(あの日、あの時、それぞれの場所で一体何があったのか!?)이다.
참고로 이 극장판은 쉐리일때의 하이바라와 신이치일때의 코난이 나오며 어린이 탐정단도 나온다

## 개요
텔레비전 애니메이션《명탐정 코난》의 방송 20주년을 기념하여 제작된 2시간 스페셜 에피소드.

### 인용된 원작 애니메이션의 에피소드
전체 에피소드는 원작 애니메이션에서의 묘사를 거의 모두 비슷하게 재현하고 있지만, 모든 장면에서의 연출은 미묘하게 다르다. 더빙은 현재 활동하고 있는 성우들이 더빙을 맡고있다. 엔딩에서는 크레딧과 함께 나오는 과거 회상장면이 나오고 있다.
| 애니메이션 (일본) | 애니메이션 (대한민국)               | 원작 권수       | 에피소드 (일본)                            | 에피소드 (대한민국)                         |
| ----------------- | ----------------------------------- | --------------- | ------------------------------------------ | ------------------------------------------- |
| 제 772화 제 773화 | 제 698화 제 699화                   | 제 83권 제 84권 | "쿠도 신이치 수족관 사건"                  | "남도일 수족관 사건"                        |
| 극장판 제 4기     | 극장판 제 4기                       |                 | 《눈동자 속의 암살자》                     | 《눈동자 속의 암살자》                      |
| 제 1화            | 제 1화                              | 제 1권          | "제트코스터 살인사건"                      | "눈물의 진주목걸이"                         |
| 제 2화            | 제 2화                              | 제 1권          | "사장 영애 유괴사건"                       | "이슬이를 찾아라"                           |
| 제 3화            | 제 3화                              | 제 1권          | "아이돌 밀실 살인 사건"                    | "위기의 인기 스타"                          |
| 제 16화           | 미방영                              | 제 6권          | "골동품 수집가 살인 사건"                  |                                             |
| 제 38화           | 제 29화                             | 제 2권          | "적귀촌화제 사건"                          | "사진속의 단서"                             |
| 제 22화 제 23화   | 미방영                              | 제 3권          | "호화여객선 연속 살인 사건"                |                                             |
| 제 9화            | 미방영                              | 제 6권 제 7권   | "천하일야제 살인 사건"                     |                                             |
| 제 11화           | 제 13화 제 14화                     | 제 7권          | "피아노 소나타 (월광) 살인사건"            | "월광 소나타"                               |
| 제 48화 제 49화   | 제 35화 제 36화                     | 제 10권         | "외교관 살인사건"                          | "돌아온 남도일"                             |
| 제 77화 제 78화   | 제 57화 제 58화                     | 제 15권         | "명가 연속 변사사건"                       | "공포의 대저택"                             |
| 제 223화          | 제 186화                            | 제 28권         | "그리고 인어는 없어졌다 (추리편)"          | "그리고 인어는 사라져버렸다"                |
| 제 128화          | 제 104화                            | 제 2권          | "검은 조직 10억엔 강탈 사건"               | "10억원 강도 사건"                          |
| 제 76화           | 제 55화 제 56화                     | 제 16권         | "코난 VS 괴도 키드"                        | "코난 대 괴도 키드"                         |
| 제 129화          | 제 105화 제 106화 제 107화 제 108화 | 제 19권         | "검은 조직에서 온 여자, 대학교수 살인사건" | "검은 조직에서 온 여자와 대학교수 살인사건" |

## 등장인물

### 메인 캐릭터
- 쿠도 신이치/남도일(성우 - 야마구치 캇페이  / 강수진)
- 에도가와 코난/코난(성우 - 타카야마 미나미  / 김선혜)
- 모리 란/유미란(성우 - 야마자키 와카나  / 이현진)
- 모리 코고로/유명한(성우 - 코야마 리키야  / 이정구)
- 키사키 에리/노애리(성우 - 타카시마 가라  / 한채언)
- 쿠도 유사쿠/남건(성우 - 타나카 히데유키  / 정승욱)
- 쿠도 유키코/이하연(성우 - 시마모토 스미  / 여민정)
- 아가사 히로시/브라운(성우 - 오가타 켄이치  / 황원)
- 스즈키 소노코/정보라(성우 - 마츠이 나오코  / 이용신)
- 스즈키 지로키치/정지로(성우 - 토미타 코세이  / 이종구)
- 스즈키 시로/정준영(성우 - 마츠오카 후미오  / 김영찬)
- 스즈키 토모코/강진주(성우 - 히토츠야나기 미루  / 이계윤)
- 요시다 아유미/한아름(성우 - 이와이 유키코  / 여민정)
- 코지마 겐타/고뭉치(성우 - 타카기 와타루  / 한인숙)
- 츠부라야 미츠히코/박세모(성우 - 오오타니 이쿠에  / 정선혜)
- 메구레 쥬조/골롬보(성우 - 챠후린  / 조동희)
- 타카기 와타루/신형선(성우 - 타카기 와타루  / 김광국)
- 치바 카즈노부/이명수(성우 - 치바 잇신  / 김영찬)
- 와다 히나/양나래(성우 - 코마츠 미카코)[4]
- 아카이 슈이치/이상윤(성우 - 이케다 슈이치  / 이주창)
- 조디 센티밀리온 (성우 - 이치조 미유키  / 문선희)

#### 검은 조직
- 미야노 아케미/안재희(성우 - 타마가와 사키코  / 여민정)
- 미야노 시호/안시호, 쉐리(성우 - 하야시바라 메구미  / 우정신)
- 진 (성우 - 호리 유키토시  / 서윤선)
- 워커 (성우 - 타치키 후미히코  / 시영준)
- 베르무트 (성우 - 코야마 마미  / 양정화)
- 키얀티 (성우 - 이노우에 키쿠코  / 김현심)

### 엔딩에 등장한 캐릭터
- 핫토리 헤이지/하인성(성우 - 호리카와 료우  / 최재호)
- 오키노 요코 (성우 - 없음)
- 아사이 나루미 (성우 - 없음)
- 요코미조 쥬고 (성우 - 없음)
- 괴도키드 (성우 - 야마구치 캇페이  / 신용우)

### 원작·애니메이션 제1화에 등장한 캐릭터
- 세와 타카노리/황상엽 (성우 - 아키모토 요스케  / 장승길)
- 세와 부인 (성우 - 사토 아이)
- 세와 아들 (성우 - 미토 코조)
- 메이드 (성우 - 시라이시 료코)
- 키시다/김동현(성우 - 이시카와 히데오  / 손수호)
- 히토미/고유라(성우 - 아마노 유리  / 김가령)
- 레이코/박영미(성우 - 카와라기 시호  / 이수진)
- 아이코/신순애(성우 - 도도 아사코  / 정유정)
- 사장 (성우 - 우라야마 진)

### 기타 캐릭터
- 바의 남자 (성우 - 야스이 쿠니히코  / 윤용식)
- 경관 (성우 - 이토 켄토)
- 좀도둑 (성우 - 노나카 마사히로)

## 주제곡
〈가슴이 두근두근〉
작사 · 작곡 - 코모토 히로토, 마사토시 마시마 / 노래 · 편곡 - THE HIGH-LOWS
애니메이션 1기 여는 곡
제 1화 (1996년 1월 8일) ~ 제 30화 (동년 8월 26일)
〈운명의 룰렛을 돌리며〉
작사 - 사카이 이즈미 / 작곡 - 쿠리바야시 세이이치로 / 편곡 - 이케다 다이스케 / 노래 - ZARD
애니메이션 4기 여는 곡
제 97화 (1998년 4월 13일) ~ 제 123화 (동년 11월 9일)